# Passiflora heterohelix
Passiflora heterohelix Killip – gatunek rośliny z rodziny męczennicowatych (Passifloraceae Juss. ex Kunth in Humb.). Występuje endemicznie w Peru. 

## Morfologia
PokrójZdrewniałe, trwałe, nagie liany.
LiściePodłużne lub podłużnie lancetowate, rozwarte lub ostrokątne u podstawy, skórzaste. Mają 4–11 cm długości oraz 1,5–5 cm szerokości. Całobrzegie, z tępym lub ostrym wierzchołkiem. Ogonek liściowy jest nagi. Przylistki są szczeciniaste.
KwiatyPojedyncze. Działki kielicha są eliptycznie owalne, mają 1,5 cm długości. Płatki są liniowe, mają 1,5–2 cm długości. Przykoronek ułożony jest w jednym rzędzie, ma 2–3 mm długości.